# Scleronotus anthribiformis
Scleronotus anthribiformis är en skalbaggsart som beskrevs av Aurivillius 1916. Scleronotus anthribiformis ingår i släktet Scleronotus och familjen långhorningar. Inga underarter finns listade i Catalogue of Life.